# District de Kiskunmajsa
Le district de Kiskunmajsai (en hongrois : Kiskunmajsai járás) est un des 11 districts du comitat de Bács-Kiskun en Hongrie. Créé en 2013, il rassemble 6 localités dont une ville, Kiskunmajsa, le chef-lieu du district.

## Localités
| Nom             | Statut  | Superficie (km²) | Population (2013) |
| --------------- | ------- | ---------------- | ----------------- |
| Kiskunmajsa     | Ville   | 221,99           | 11 498            |
| Csólyospálos    | Commune | 65,10            | 1 673             |
| Jászszentlászló | Commune | 60,34            | 2 477             |
| Kömpöc          | Commune | 29,98            | 687               |
| Móricgát        | Commune | 32,89            | 465               |
| Szank           | Commune | 74,83            | 2 406             |